# Lavangeot
Lavangeot település Franciaországban, Jura megyében. Lakosainak száma 141 fő (2022. január 1.). Lavangeot Audelange, Lavans-lès-Dole és Romange községekkel határos.

## Népesség
A település népességének változása:
| Lakosok száma | 101  | 128  | 196  | 125  | 120  | 133  | 138  | 142  | 143  | 141  |
|               | 1968 | 1982 | 1990 | 2006 | 2013 | 2015 | 2017 | 2019 | 2020 | 2022 |